# Список держав та залежних територій Океанії

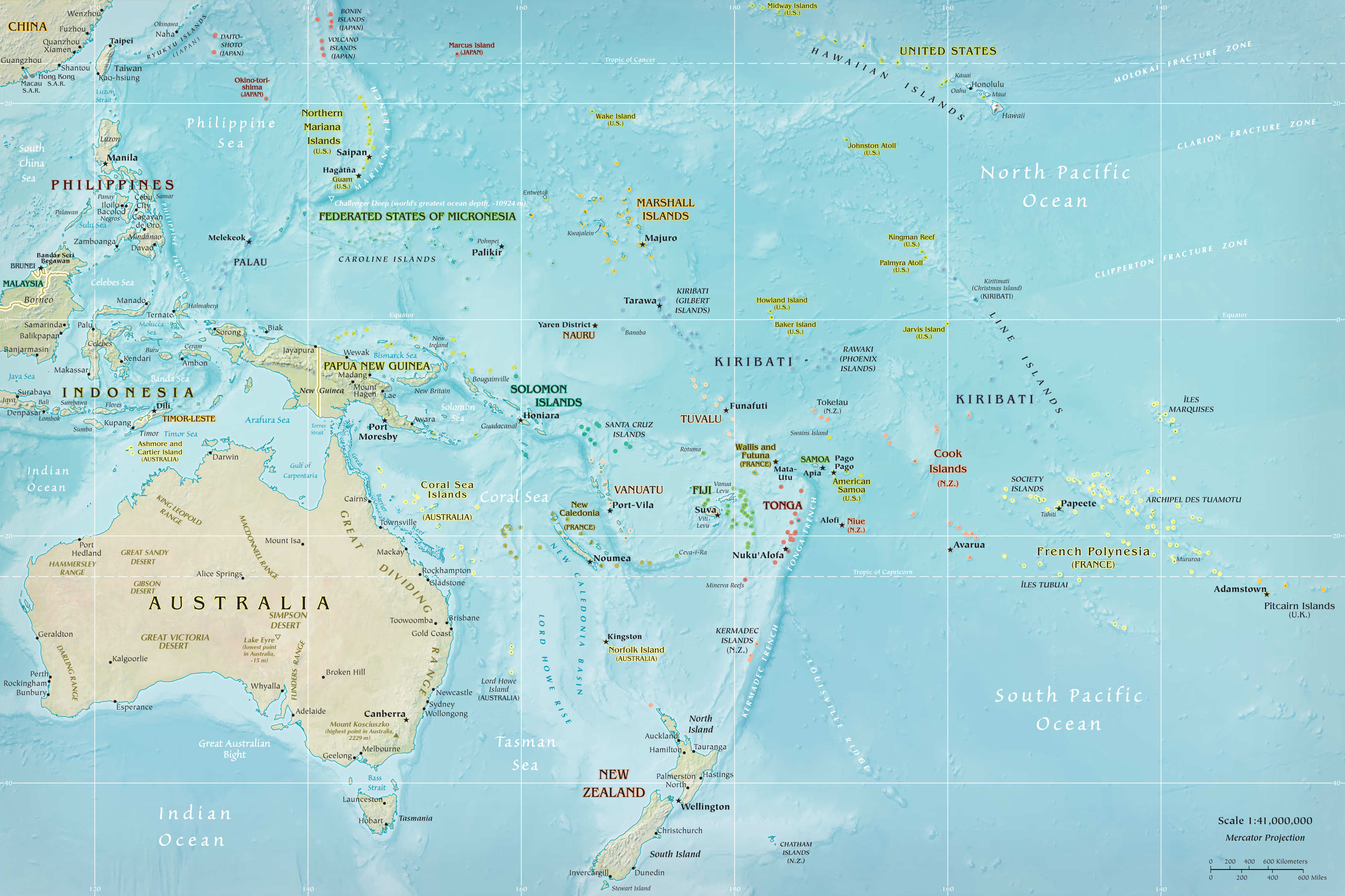
Австралія і Океанія

Океанія — найбільша у світі група островів, що розташована у Тихому океані між 28° пн. ш. та 52° пд. ш. на схід від Австралії та Малайського архіпелагу. Загальна кількість островів Океанії — близько 10 тис.; їхня площа складає понад 1,25 млн км². Найбільшими островами є Нова Гвінея, острови Південний та Північний, котрі разом складають близько 80 % площі регіону. При розподілі Землі на частини світу Океанію об'єднують з Австралією.
Океанія складається з трьох макрорегіонів: Меланезії, Мікронезії та Полінезії. Класифікація ООН виділяє також четвертий регіон — Австралія та Нова Зеландія.
На території регіону розташовані 13 незалежних держав та 9 самоврядних залежних територій, що належать 6 державам. Усі країни регіону є острівними.
За формою державного устрою більшість (12) країн є унітарними державами, одна (Федеративні Штати Мікронезії) є  федерацією. За формою правління 6 країн є конституційними монархіями (5 з них через входження до Британської Співдружності), 8 країн — республіками.

## Незалежні держави

### Меланезія
| Прапор | Мапа | Назва офіційна назва                                  | Назва державною мовою | Форма правління        | Валюта                     | Столиця     | Площа   | Населення |
| ------ | ---- | ----------------------------------------------------- | --- | ---------------------- | -------------------------- | ----------- | ------- | --------- |
|        |      | Вануату Республіка Вануату                            | англ. Vanuatu (Republic of Vanuatu) бісл. Vanuatu (Ripablik blong Vanuatu) фр. Vanuatu (République du Vanuatu)                                            | Республіка             | Вануатійський вату         | Порт-Віла   | 12 189  | 256,2     |
|        |      | Папуа Нова Гвінея Незалежна держава Папуа Нова Гвінея | англ. Papua New Guinea (Independent State of Papua New Guinea) ток-пісін Papua Niugini (Independen Stet bilong Papua Niugini) гірі-моту Papua Niu Gini () | Конституційна монархія | Кіна                       | Порт-Морсбі | 462 840 | 6 310,1   |
|        |      | Соломонові острови                                    | англ. Solomon Islands | Конституційна монархія | Долар Соломонових островів | Хоніара     | 28 896  | 584,6     |
|        |      | Фіджі Республіка Фіджі                                | англ. Fiji (Republic of the Fiji Islands) фідж. Viti (Matanitu ko Viti) фідж. гінді फ़िजी (फ़िजी गणराज्य)                                                         | Республіка             | Фіджійський долар          | Сува        | 18 274  | 890,0     |

### Мікронезія
| Прапор | Мапа | Назва офіційна назва                    | Назва державною мовою                                                                         | Форма правління | Валюта               | Столиця         | Площа | Населення |
| ------ | ---- | --------------------------------------- | --------------------------------------------------------------------------------------------- | --------------- | -------------------- | --------------- | ----- | --------- |
|        |      | Кірибаті Республіка Кірибаті            | англ. Kiribati (Republic of Kiribati) кір. Kiribati (Ribaberikin Kiribati)                    | Республіка      | Австралійський долар | Південна Тарава | 811   | 102,0     |
|        |      | Маршаллові Острови                      | англ. Marshall Islands (Republic of the Marshall Islands) марш. M̧ajeļ (Aolepān Aorōkin M̧ajeļ) | Республіка      | Долар США            | Маджуро         | 181   | 68,5      |
|        |      | Мікронезія Федеративні штати Мікронезії | англ. Micronesia (Federated States of Micronesia)                                             | Республіка      | Долар США            | Палікір         | 702   | 106,5     |
|        |      | Науру Республіка Науру                  | англ. Nauru (Republic of Nauru) наур. Naoero (Ripublik Naoero)                                | Республіка      | Австралійський долар | відсутня        | 21    | 9,4       |
|        |      | Палау Республіка Палау                  | англ. Palau (Republic of Palau) палаус. Belau (Beluu ęr a Belau)                              | Республіка      | Долар США            | Нгерулмуд       | 459   | 21,0      |

### Полінезія
| Прапор | Мапа | Назва офіційна назва          | Назва державною мовою                                                                     | Форма правління        | Валюта              | Столиця   | Площа | Населення |
| ------ | ---- | ----------------------------- | ----------------------------------------------------------------------------------------- | ---------------------- | ------------------- | --------- | ----- | --------- |
|        |      | Самоа Незалежна держава Самоа | англ. Samoa (Independent State of Samoa) самоан. Sāmoa (Malo Sa'oloto Tuto'atasi o Samoa) | Республіка             | Самоанська тала     | Апіа      | 2 831 | 194,3     |
|        |      | Тонга Королівство Тонга       | англ. Tonga (Kingdom of Tonga) тонг. Tonga (Puleʻanga Fakatuʻi ʻo Tonga)                  | Конституційна монархія | Тонганська паанга   | Нукуалофа | 747   | 106,1     |
|        |      | Тувалу                        | англ. Tuvalu тувал. Tuvalu                                                                | Конституційна монархія | Тувалуанський долар | Фунафуті  | 26    | 10,6      |

## Залежні території

### Самоврядні території
| Прапор | Мапа | Назва офіційна назва                                                     | Назва державною мовою | Приналежність   | Валюта                           | Столиця   | Площа  | Населення |
| ------ | ---- | ------------------------------------------------------------------------ | --- | --------------- | -------------------------------- | --------- | ------ | --------- |
|        |      | Американське Самоа                                                       | англ. American Samoa самоан. Amerika Sāmoa | США             | Долар США                        | Паго-Паго | 199    | 54,9      |
|        |      | Волліс і Футуна Територія островів Волліс і Футуна                       | фр. Wallis-et-Futuna (Territoire des îles Wallis-et-Futuna) | Франція         | Французький тихоокеанський франк | Мата-Уту  | 142    | 15,5      |
|        |      | Гуам Територія Гуам                                                      | англ. Guam (Territory of Guam) чам. Guåhån | США             | Долар США                        | Хагатна   | 544    | 159,9     |
|        |      | Ніуе                                                                     | англ. Niue ніуе Niuē-fekai | Нова Зеландія   | Новозеландський долар            | Алофі     | 260    | 1,3       |
|        |      | Нова Каледонія                                                           | фр. Nouvelle-Calédonie | Франція         | Французький тихоокеанський франк | Нумеа     | 18 575 | 260,2     |
|        |      | Норфолк Острів Норфолк                                                   | англ. Norfolk Island (Territory of Norfolk Island) піткерн. Norfuk Ailen (Teritrii a' Norfuk Ailen)                                                                                       | Австралія       | Австралійський долар             | Кінгстон  | 36     | 2,1       |
|        |      | Острови Кука                                                             | англ. Cook Islands кук. Kūki 'Āirani | Нова Зеландія   | Новозеландський долар            | Аваруа    | 236    | 10,8      |
|        |      | Північні Маріанські Острови Співдружність Північних Маріанських Островів | англ. Northern Mariana Islands (Commonwealth of the Northern Mariana Islands) чам. Notte Mariånas (Sankattan Siha Na Islas Mariånas) кар. Commonwealth Téél Falúw kka Efáng llól Marianas | США             | Долар США                        | Сайпан    | 464    | 51,4      |
|        |      | Піткерн                                                                  | англ. Pitcairn Islands (Pitcairn, Henderson, Ducie and Oeno Islands) | Велика Британія | Новозеландський долар            | Адамстаун | 47     | 0,048     |
|        |      | Токелау                                                                  | токелау, самоан. і англ. Tokelau | Нова Зеландія   | Новозеландський долар            | Атафу     | 12     | 1,4       |
|        |      | Французька Полінезія                                                     | фр. Polynésie française таїт. Pōrīnetia Farāni | Франція         | Французький тихоокеанський франк | Папеете   | 4 167  | 274,5     |

### Території у складі незалежних держав
| Прапор | Мапа | Назва офіційна назва | Назва державною мовою             | Приналежність | Валюта              | Столиця     | Площа   | Населення |
| ------ | ---- | -------------------- | --------------------------------- | ------------- | ------------------- | ----------- | ------- | --------- |
|        |      | Мідвей               | англ. Midway                      | США           | —                   | —           | 6,2     |           |
|        |      | Джонстон             | англ. Johnston                    | США           | Долар США           | —           | 2,63    |           |
|        |      | Острів Пасхи         | ісп. Isla de Pascua рап. Rapa Nui | Чилі          | Чилійський песо     | Ханга-Роа   |         |           |
|        |      | Острів Вейк          | англ. Wake Island                 | США           | Долар США           | —           | 6,5     |           |
|        |      | Папуа                | індонез. Papua                    | Індонезія     | Індонезійська рупія | Порт-Нумбай | 421 981 |           |
|        |      | Західне Папуа        | індонез. Papua Barat              | Індонезія     | Індонезійська рупія | Манокварі   | 97 024  |           |